# Dzień wyszywanki

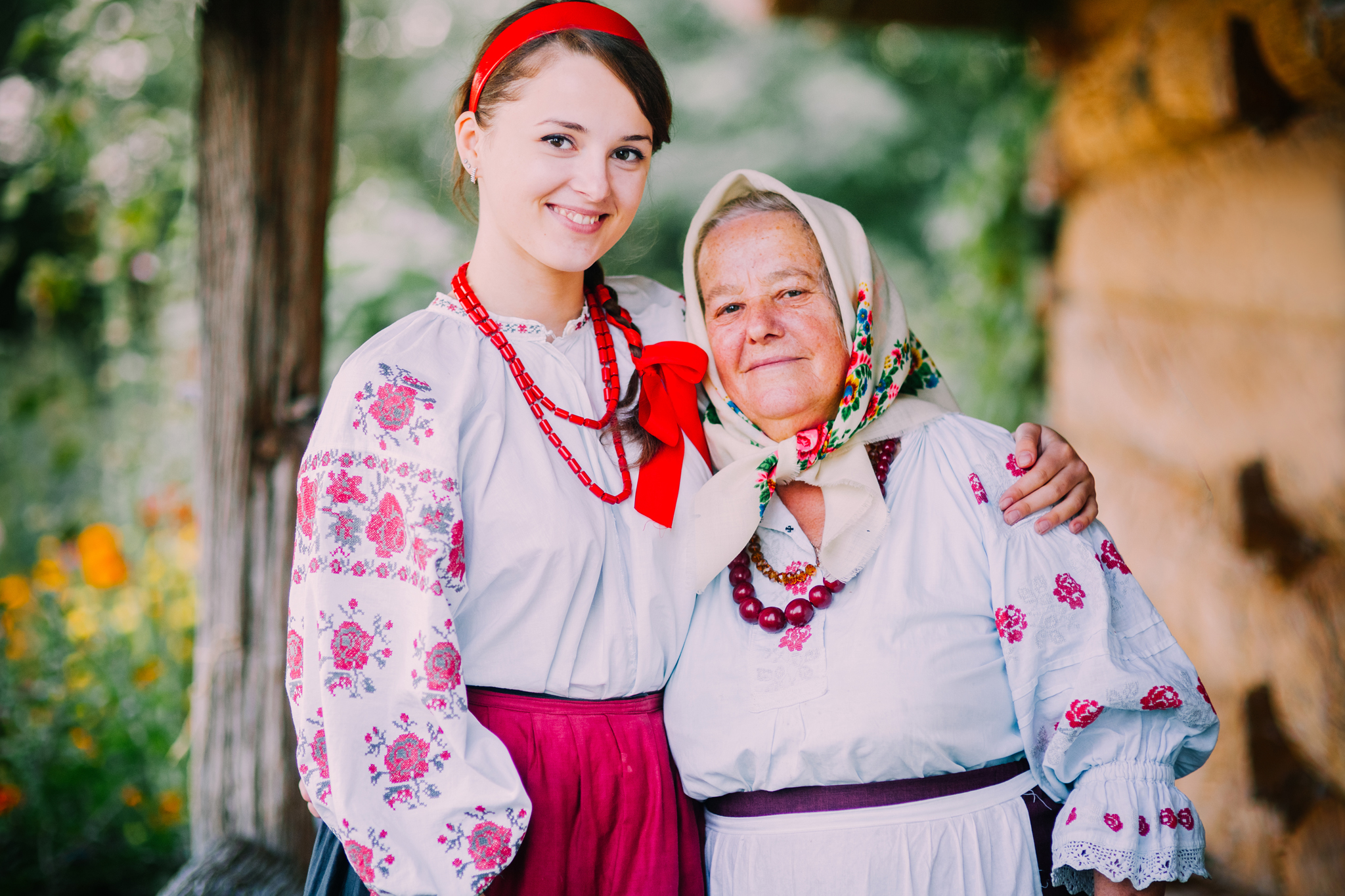
Wyszywanki

Międzynarodowy dzień wyszywanki – święto zapoczątkowane na Ukrainie przez studentów uniwersytetu w Czerniowcach w 2007 roku. Poświęcone tradycyjnej, wyszywanej koszuli – wyszywance, obchodzone jest zawsze w trzeci czwartek maja.